# Prima Categoria Lazio 1966-1967
Il campionato di calcio di Prima Categoria 1966-1967 è stato il V livello del campionato italiano. A carattere regionale, fu l'ottavo campionato dilettantistico con questo nome dopo la riforma voluta da Zauli del 1958.
Questi sono i gironi organizzati della regione Lazio.

## Classifica

### Girone A
|  | Pos. | Squadra                 | Pt | G  | V  | N  | P  | GF | GS |
|  | ---- | ----------------------- | -- | -- | -- | -- | -- | -- | -- |
|  | 1.   | Civitavecchiese         | 46 | 30 | 20 | 6  | 4  | 45 | 18 |
|  | 2.   | ALMAS                   | 43 | 30 | 19 | 5  | 6  | 64 | 27 |
|  | 3.   | STEFER Roma             | 42 | 30 | 17 | 8  | 5  | 38 | 20 |
|  | 4.   | Bolsena                 | 36 | 30 | 13 | 10 | 7  | 36 | 17 |
|  | 5.   | Rieti                   | 36 | 30 | 15 | 6  | 9  | 27 | 19 |
|  | 6.   | Vivace                  | 34 | 30 | 11 | 12 | 7  | 32 | 20 |
|  | 7.   | Acicalcio               | 30 | 30 | 9  | 12 | 9  | 28 | 30 |
|  | 8.   | Viterbese               | 28 | 30 | 11 | 6  | 13 | 33 | 28 |
|  | 9.   | Frascati                | 28 | 30 | 7  | 14 | 9  | 33 | 34 |
|  | 10.  | Acilia                  | 25 | 30 | 6  | 13 | 11 | 21 | 36 |
|  | 11.  | ATAC                    | 24 | 30 | 5  | 14 | 11 | 25 | 39 |
|  | 12.  | Murialdina              | 24 | 30 | 5  | 14 | 11 | 25 | 39 |
|  | 13.  | CRAL Az. Agr. Maccarese | 24 | 30 | 7  | 10 | 13 | 27 | 42 |
|  | 14.  | Cynthia                 | 22 | 30 | 7  | 8  | 15 | 30 | 47 |
|  | 15.  | Fiumicino               | 19 | 30 | 5  | 9  | 16 | 26 | 51 |
|  | 16.  | Porto di Roma           | 19 | 30 | 5  | 9  | 16 | 28 | 54 |

Legenda:
      Promossa in Serie D 1967-1968.
      Retrocessa in Seconda Categoria 1967-1968.
Regolamento:
Due punti a vittoria, uno a pareggio, zero a sconfitta.
Note:
Rieti e Viterbese promosse per ripescaggio.

### Girone B
|  | Pos. | Squadra      | Pt | G  | V  | N  | P  | GF | GS |
|  | ---- | ------------ | -- | -- | -- | -- | -- | -- | -- |
|  | 1.   | Romulea      | 44 | 30 | 16 | 12 | 2  | 39 | 7  |
|  | 2.   | Formia       | 42 | 30 | 14 | 14 | 2  | 34 | 14 |
|  | 3.   | Sezze        | 40 | 30 | 15 | 10 | 5  | 32 | 15 |
|  | 4.   | OMI Roma     | 33 | 30 | 13 | 7  | 10 | 29 | 22 |
|  | 5.   | Gaeta        | 33 | 30 | 12 | 9  | 9  | 32 | 27 |
|  | 6.   | Isola Liri   | 31 | 30 | 11 | 9  | 10 | 28 | 22 |
|  | 7.   | Pepsi Cola   | 29 | 30 | 10 | 9  | 11 | 42 | 37 |
|  | 8.   | Sora         | 28 | 30 | 9  | 10 | 11 | 29 | 31 |
|  | 9.   | Nettuno      | 28 | 30 | 9  | 10 | 11 | 21 | 29 |
|  | 10.  | Pro Cisterna | 27 | 30 | 7  | 13 | 10 | 21 | 23 |
|  | 11.  | Astrea       | 26 | 30 | 6  | 14 | 10 | 16 | 19 |
|  | 12.  | Tivoli       | 25 | 30 | 6  | 13 | 11 | 21 | 34 |
|  | 13.  | Fiuggi       | 24 | 30 | 8  | 8  | 14 | 30 | 35 |
|  | 14.  | Fondi        | 24 | 30 | 7  | 10 | 13 | 23 | 38 |
|  | 15.  | Alitalia     | 24 | 30 | 7  | 10 | 13 | 23 | 38 |
|  | 16.  | Anitrella    | 22 | 30 | 7  | 8  | 15 | 24 | 50 |

Legenda:
      Promossa in Serie D 1967-1968.
      Retrocessa in Seconda Categoria 1967-1968.
Regolamento:
Due punti a vittoria, uno a pareggio, zero a sconfitta.
Note:
Formia promossa per ripescaggio.